# Рапино (Терамо)
Рапино (итал. Rapino) је насеље у Италији у округу Терамо, региону Абруцо.
Према процени из 2011. у насељу је живело 169 становника. Насеље се налази на надморској висини од 427 м.